# Wereldkampioenschap hockey mannen 2018
Het veertiende wereldkampioenschap hockey voor mannen werd in 2018 van 28 november tot en met 16 december in Bhubaneswar (India) gehouden. Het was de derde keer dat India het gastland was. Voor het eerst deden zestien landen mee aan de eindronde. België won het toernooi na door middel van shoot-outs Nederland met 3-2 te hebben verslagen. Het was de eerste keer dat België een wereldkampioenschap won.

## Toewijzing
In maart 2017 meldde de Internationale Hockeyfederatie welke aangemelde landen op de shortlist stonden om het WK voor mannen in 2018 te organiseren. Dit waren Australië, België, India, Maleisië en Nieuw-Zeeland. Vier landen bleven over omdat België geen officieel bid indiende en Australië het bid om technische en financiële redenen introk. Op 7 november werd India aangewezen als organisator.

## Kwalificatie
Voor het toernooi plaatsten zich het gastland en de vijf continentale kampioenen en de tien (of elf indien het gastland continentaal kampioen is) beste landen van de halve finales van de World League die zich nog niet als gastland of continentale kampioen hadden geplaatst.
| Data                           | Toernooi                           | Locatie                     | Quota | Gekwalificeerde teams                                   |
| ------------------------------ | ---------------------------------- | --------------------------- | ----- | ------------------------------------------------------- |
|                                | Gastland                           | Gastland                    | 1     | India                                                   |
| 15–25 juni 2017                | Halve finales World League 2016/17 | Londen, Engeland            | 10    | Engeland Maleisië Canada Pakistan China                 |
| 8-23 juli 2017                 | Halve finales World League 2016/17 | Johannesburg, Zuid-Afrika   | 10    | België Duitsland Spanje Ierland Nieuw-Zeeland Frankrijk |
| 4–12 augustus 2017             | Pan-Amerikaans kampioenschap 2017  | Lancaster, Verenigde Staten | 1     | Argentinië                                              |
| 19–27 augustus 2017            | Europees kampioenschap 2017        | Amstelveen, Nederland       | 1     | Nederland                                               |
| 11-15 oktober 2017             | Oceanisch kampioenschap 2017       | Sydney, Australië           | 1     | Australië                                               |
| 24 augustus – 1 september 2017 | Aziatisch kampioenschap 2017       | Dhaka, Bangladesh           | 1     | - *                                                     |
| 22 - 29 oktober                | Afrikaans kampioenschap 2017       | Ismaïlia, Egypte            | 1     | Zuid-Afrika                                             |
| Totaal                         | Totaal                             | Totaal                      | 16    |                                                         |

*Omdat winnaar India als gastland al was gekwalificeerd ging de vrijgekomen plaats over naar China, als hoogst gekwalificeerd land van de halve finale van de World League dat zich nog niet had gekwalificeerd.

## Groepsfase
De 16 deelnemende landen waren verdeeld over vier poules.
Alle tijden zijn Indian Standard Time (UTC +5:30).

### Groep A
| Team          | GS | W | G | V | DV | DT | DS | Ptn |
| ------------- | -- | - | - | - | -- | -- | -- | --- |
| Argentinië    | 3  | 2 | 0 | 1 | 10 | 8  | +2 | 6   |
| Frankrijk     | 3  | 1 | 1 | 1 | 7  | 6  | +1 | 4   |
| Nieuw-Zeeland | 3  | 1 | 1 | 1 | 4  | 6  | –2 | 4   |
| Spanje        | 3  | 0 | 2 | 1 | 6  | 7  | –1 | 2   |

| 29 november 2018 17:00             |         |                                |                                              |
| Argentinië                         | 4 – 3   | Spanje                         | Scheidsrechters: Marcin Grochal Javed Shaikh |
| Mazzilli 4', 15' Peillat 15+', 49' | Verslag | 3' González 14' Romeu 35' Ruiz | Scheidsrechters: Marcin Grochal Javed Shaikh |

| 29 november 2018 19:00  |         |             |                                             |
| Nieuw-Zeeland           | 2 – 1   | Frankrijk   | Scheidsrechters: Martin Madden Peter Wright |
| Russell 16' Jenness 56' | Verslag | 59' Charlet | Scheidsrechters: Martin Madden Peter Wright |

| 3 december 2018 17:00 |         |            |                                               |
| Spanje                | 1 – 1   | Frankrijk  | Scheidsrechters: Eric Koh Kim Lai Dan Barstow |
| Iglesias 48'          | Verslag | 6' Clément | Scheidsrechters: Eric Koh Kim Lai Dan Barstow |

| 3 december 2018 19:00 |         |                                    |                                            |
| Nieuw-Zeeland         | 0 – 3   | Argentinië                         | Scheidsrechters: Ben Göntgen Lim Hong Zhen |
|                       | Verslag | 23' Mazzilli 41' Vila 55' Martínez | Scheidsrechters: Ben Göntgen Lim Hong Zhen |

| 6 december 2018 17:00   |         |                          |                                            |
| Spanje                  | 2 – 2   | Nieuw-Zeeland            | Scheidsrechters: Peter Wright Raghu Prasad |
| Beltrán 9' Iglesias 27' | Verslag | 50' Phillips 56' Russell | Scheidsrechters: Peter Wright Raghu Prasad |

| 6 december 2018 19:00         |         |                                                              |                                                    |
| Argentinië                    | 3 – 5   | Frankrijk                                                    | Scheidsrechters: Eric Koh Kim Lai Jonas van 't Hek |
| Martínez 28' Peillat 44', 48' | Verslag | 18' Genestet 23' Charlet 26' Coisne 30' Baumgarten 54' Goyet | Scheidsrechters: Eric Koh Kim Lai Jonas van 't Hek |

### Groep B
| Team      | GS | W | G | V | DV | DT | DS  | Ptn |
| --------- | -- | - | - | - | -- | -- | --- | --- |
| Australië | 3  | 3 | 0 | 0 | 16 | 1  | +15 | 9   |
| Engeland  | 3  | 1 | 1 | 1 | 6  | 7  | –1  | 4   |
| China     | 3  | 0 | 2 | 1 | 3  | 14 | –11 | 2   |
| Ierland   | 3  | 0 | 1 | 2 | 4  | 7  | –3  | 1   |

| 30 november 2018 17:00 |         |                |                                                     |
| Australië              | 2 – 1   | Ierland        | Scheidsrechters: Jonas van 't Hek Francisco Vásquez |
| Govers 11' Brand 34'   | Verslag | 13' O'Donoghue | Scheidsrechters: Jonas van 't Hek Francisco Vásquez |

| 30 november 2018 19:00   |         |                  |                                                      |
| Engeland                 | 2 – 2   | China            | Scheidsrechters: Eric Koh Kim Lai Grégory Uyttenhove |
| Gleghorne 14' Ansell 48' | Verslag | 5' Guo X. 59' Du | Scheidsrechters: Eric Koh Kim Lai Grégory Uyttenhove |

| 4 december 2018 17:00 |         |                                  |                                               |
| Engeland              | 0 – 3   | Australië                        | Scheidsrechters: Raghu Prasad David Tomlinson |
|                       | Verslag | 47' Whetton 50' Govers 56' Weyer | Scheidsrechters: Raghu Prasad David Tomlinson |

| 4 december 2018 19:00 |         |         |                                            |
| Ierland               | 1 – 1   | China   | Scheidsrechters: Simon Taylor Javed Shaikh |
| Sothern 44'           | Verslag | 43' Guo | Scheidsrechters: Simon Taylor Javed Shaikh |

| 7 december 2018 17:00                                                                                           |         |       |                                             |
| Australië | 11 – 0  | China | Scheidsrechters: Diego Barbas Lim Hong Zhen |
| Govers 10', 19', 34' Zaleweski 15' Craig 16' Hayward 22' Whetton 29' Brand 33', 55' Wotherspoon 39' Ogilvie 49' | Verslag |       | Scheidsrechters: Diego Barbas Lim Hong Zhen |

| 7 december 2018 19:00    |         |                                               |                                             |
| Ierland                  | 2 – 4   | Engeland                                      | Scheidsrechters: Marcin Grochal Ben Göntgen |
| Cargo 35' O'Donoghue 37' | Verslag | 15' Condon 37' Ansell 38' Gall 60+' Gleghorne | Scheidsrechters: Marcin Grochal Ben Göntgen |

### Groep C
| Team        | GS | W | G | V | DV | DT | DS | Ptn |
| ----------- | -- | - | - | - | -- | -- | -- | --- |
| India       | 3  | 2 | 1 | 0 | 12 | 3  | +9 | 7   |
| België      | 3  | 2 | 1 | 0 | 8  | 4  | +5 | 7   |
| Canada      | 3  | 0 | 1 | 2 | 3  | 8  | –5 | 1   |
| Zuid-Afrika | 3  | 0 | 1 | 2 | 2  | 11 | –9 | 1   |

| 28 november 2018 17:00 |         |             |                                            |
| België                 | 2 – 1   | Canada      | Scheidsrechters: Adam Kearns Lim Hong Zhen |
| Denayer 3' Briels 22'  | Verslag | 48' Pearson | Scheidsrechters: Adam Kearns Lim Hong Zhen |

| 28 november 2018 19:00                                      |         |             |                                           |
| India                                                       | 5 – 0   | Zuid-Afrika | Scheidsrechters: Ben Göntgen Diego Barbas |
| Mand. Singh 10' A. Singh 12' S. Singh 43', 46' Upadhyay 45' | Verslag |             | Scheidsrechters: Ben Göntgen Diego Barbas |

| 2 december 2018 17:00 |         |             |                                                 |
| Canada                | 1 – 1   | Zuid-Afrika | Scheidsrechters: Martin Madden Jonas van 't Hek |
| Tupper 45'            | Verslag | 43' Ntuli   | Scheidsrechters: Martin Madden Jonas van 't Hek |

| 2 december 2018 19:00        |         |                           |                                                   |
| India                        | 2 – 2   | België                    | Scheidsrechters: Marcin Grochal Francisco Vásquez |
| Harm. Singh 39' S. Singh 47' | Verslag | 8' Hendrickx 56' Gougnard | Scheidsrechters: Marcin Grochal Francisco Vásquez |

| 8 december 2018 17:00                                     |         |             |                                                   |
| België                                                    | 5 – 1   | Zuid-Afrika | Scheidsrechters: Eric Koh Kim Lai David Tomlinson |
| Hendrickx 14', 22' Gougnard 18' Luypaert 30' Charlier 48' | Verslag | 1' Spooner  | Scheidsrechters: Eric Koh Kim Lai David Tomlinson |

| 8 december 2018 19:00 |         |                                                            |                                           |
| Canada                | 1 – 5   | India                                                      | Scheidsrechters: Dan Barstow Simon Taylor |
| Van Son 39'           | Verslag | 12' Harm. Singh 46' C. Singh 47', 57' Upadhyay 51' Rohidas | Scheidsrechters: Dan Barstow Simon Taylor |

### Groep D
| Team      | GS | W | G | V | DV | DT | DS | Ptn |
| --------- | -- | - | - | - | -- | -- | -- | --- |
| Duitsland | 3  | 3 | 0 | 0 | 10 | 4  | +6 | 9   |
| Nederland | 3  | 2 | 0 | 1 | 13 | 5  | +8 | 6   |
| Pakistan  | 3  | 0 | 1 | 2 | 2  | 7  | –5 | 1   |
| Maleisië  | 3  | 0 | 1 | 2 | 4  | 13 | –9 | 1   |

| 1 december 2018 17:00                                                                |         |          |                                            |
| Nederland                                                                            | 7 – 0   | Maleisië | Scheidsrechters: Raghu Prasad Simon Taylor |
| Hertzberger 12', 29', 60' Pruyser 21' Van der Weerden 35' Kemperman 42' Brinkman 57' | Verslag |          | Scheidsrechters: Raghu Prasad Simon Taylor |

| 1 december 2018 19:00 |         |          |                                              |
| Duitsland             | 1 – 0   | Pakistan | Scheidsrechters: Dan Barstow David Tomlinson |
| Miltkau 36'           | Verslag |          | Scheidsrechters: Dan Barstow David Tomlinson |

| 5 december 2018 17:00                         |         |           |                                           |
| Duitsland                                     | 4 – 1   | Nederland | Scheidsrechters: Peter Wright Adam Kearns |
| Müller 30' Windfeder 52' Miltkau 54' Rühr 58' | Verslag | 13' Verga | Scheidsrechters: Peter Wright Adam Kearns |

| 5 december 2018 19:00 |         |          |                                                  |
| Maleisië              | 1 – 1   | Pakistan | Scheidsrechters: Grégory Uyttenhove Diego Barbas |
| Faizal 55'            | Verslag | 51' Atiq | Scheidsrechters: Grégory Uyttenhove Diego Barbas |

| 9 december 2018 17:00   |         |                                             |                                                  |
| Maleisië                | 3 – 5   | Duitsland                                   | Scheidsrechters: Javed Shaikh Grégory Uyttenhove |
| Rahim 26', 42' Noor 28' | Verslag | 2', 59' Herzbruch 14', 18' Rühr 39' Miltkau | Scheidsrechters: Javed Shaikh Grégory Uyttenhove |

| 9 december 2018 19:00                                            |         |           |                                                  |
| Nederland                                                        | 5 – 1   | Pakistan  | Scheidsrechters: Martin Madden Francisco Vásquez |
| Brinkman 7' Verga 27' De Voogd 37' Croon 47' Van der Weerden 59' | Verslag | 9' Bhutta | Scheidsrechters: Martin Madden Francisco Vásquez |

## Tweede ronde

### Crossover
| 10 december 2018 16:45 |         |               |                                           |
| Engeland               | 2 – 0   | Nieuw-Zeeland | Scheidsrechters: Adam Kearns Raghu Prasad |
| Calnan 25' Taylor 44'  | Verslag |               | Scheidsrechters: Adam Kearns Raghu Prasad |

| 10 december 2018 19:00 |         |       |                                                 |
| Frankrijk              | 1 – 0   | China | Scheidsrechters: Martin Madden Jonas van 't Hek |
| Clément 36'            | Verslag |       | Scheidsrechters: Martin Madden Jonas van 't Hek |

| 11 december 2018 16:45                                     |         |          |                                             |
| België                                                     | 5 – 0   | Pakistan | Scheidsrechters: Marcin Grochal Dan Barstow |
| Hendrickx 10' Briels 13' Charlier 27' Dockier 35' Boon 53' | Verslag |          | Scheidsrechters: Marcin Grochal Dan Barstow |

| 11 december 2018 19:00                               |         |        |                                            |
| Nederland                                            | 5 – 0   | Canada | Scheidsrechters: Peter Wright Diego Barbas |
| Balk 16' Kemperman 20' Van Dam 40', 58' Brinkman 41' | Verslag |        | Scheidsrechters: Peter Wright Diego Barbas |

### Kwartfinales
| 12 december 2018 16:45 |         |                                     |                                           |
| Argentinië             | 2 – 3   | Engeland                            | Scheidsrechters: Javed Shaikh Ben Göntgen |
| Peillat 17', 48'       | Verslag | 27' Middleton 45' Calnan 49' Martin | Scheidsrechters: Javed Shaikh Ben Göntgen |

| 12 december 2018 19:00             |         |           |                                                   |
| Australië                          | 3 – 0   | Frankrijk | Scheidsrechters: Lim Hong Zhen Grégory Uyttenhove |
| Hayward 4' Govers 19' Zalewski 37' | Verslag |           | Scheidsrechters: Lim Hong Zhen Grégory Uyttenhove |

| 13 december 2018 16:45 |         |                        |                                                 |
| Duitsland              | 1 – 2   | België                 | Scheidsrechters: Simon Taylor Francisco Vázquez |
| Linnekogel 14'         | Verslag | 18' Hendrickx 50' Boon | Scheidsrechters: Simon Taylor Francisco Vázquez |

| 13 december 2018 19:00 |         |                                  |                                              |
| India                  | 1 – 2   | Nederland                        | Scheidsrechters: David Tomlinson Adam Kearns |
| A. Singh 12'           | Verslag | 15' Brinkman 50' Van der Weerden | Scheidsrechters: David Tomlinson Adam Kearns |

### Halve finales
| 15 december 2018 16:00 |         |                                                                   |                                              |
| Engeland               | 0 – 6   | België                                                            | Scheidsrechters: David Tomlinson Ben Göntgen |
|                        | Verslag | 8' Boon 19' Gougnard 42' Charlier 45+', 50' Hendrickx 53' Dockier | Scheidsrechters: David Tomlinson Ben Göntgen |

| 15 december 2018 18:30  |         |                          |                                            |
| Australië               | 2 – 2   | Nederland                | Scheidsrechters: Martin Madden Dan Barstow |
| Howard 45' Ockenden 60' | Verslag | 9' Schuurman 20' Van Ass | Scheidsrechters: Martin Madden Dan Barstow |
| Shoot-out               |         |                          | Scheidsrechters: Martin Madden Dan Barstow |
|                         | 3 – 4   |                          | Scheidsrechters: Martin Madden Dan Barstow |

### Wedstrijd om de derde plaats
| 16 december 2018 16:30 |         |                                                                    |                                               |
| Engeland               | 1 – 8   | Australië                                                          | Scheidsrechters: Javed Shaikh David Tomlinson |
| Middleton 45'          | Verslag | 8' Govers 9', 19', 34' Craig 32' Mitton 34' Brand 57', 60' Hayward | Scheidsrechters: Javed Shaikh David Tomlinson |

### Finale
| 16 december 2018 19:00 |         |           |                                             |
| België                 | 0 – 0   | Nederland | Scheidsrechters: Adam Kearns Marcin Grochal |
|                        | Verslag |           | Scheidsrechters: Adam Kearns Marcin Grochal |
| Shoot-out              |         |           | Scheidsrechters: Adam Kearns Marcin Grochal |
|                        | 3 – 2   |           | Scheidsrechters: Adam Kearns Marcin Grochal |

| Wereldkampioen 2018 |
| ------------------- |
|                     |
| België Eerste titel |

## Eindrangschikking
| rang   | land          |
| ------ | ------------- |
| Goud   | België        |
| Zilver | Nederland     |
| Brons  | Australië     |
| 4      | Engeland      |
| 5      | Duitsland     |
| 6      | India         |
| 7      | Argentinië    |
| 8      | Frankrijk     |
| 9      | China         |
| 10     | Nieuw-Zeeland |
| 11     | Canada        |
| 12     | Pakistan      |
| 13     | Spanje        |
| 14     | Ierland       |
| 15     | Maleisië      |
| 16     | Zuid-Afrika   |

## Topscorers
7 doelpunten
- Blake Govers
- Alexander Hendrickx

6 doelpunten
- Gonzalo Peillat

4 doelpunten
- Timothy Brand
- Tom Craig
- Jeremy Hayward
- Thierry Brinkman

3 doelpunten
- Agustín Mazzilli
- Tom Boon
- Cédric Charlier
- Simon Gougnard
- Marco Miltkau
- Christopher Rühr
- Simranjeet Singh
- Lalit Upadhyay
- Jeroen Hertzberger
- Mink van der Weerden

## Scheidsrechters
De FIH benoemde de volgende 16 scheidsrechters:
- Diego Barbas (ARG)
- Dan Barstow (ENG)
- Marcin Grochal (POL)
- Ben Göntgen (GER)
- Adam Kearns (AUS)
- Eric Koh (MAS)
- Lim Hong Zhen (SGP)
- Martin Madden (SCO)
- Raghu Prasad (IND)
- Javed Shaikh (IND)
- Simon Taylor (NZL)
- David Tomlinson (NZL)
- Jonas van 't Hek (NED)
- Francisco Vásquez (ESP)
- Grégory Uyttenhove (BEL)
- Peter Wright (RSA)